# 550 Senta
Senta (asteroide 550) é um asteroide da cintura principal com um diâmetro de 37,75 quilómetros, a 2,0163882 UA. Possui uma excentricidade de 0,2210401 e um período orbital de 1 521,17 dias (4,17 anos).
Senta tem uma velocidade orbital média de 18,51242158 km/s e uma inclinação de 10,11404º.
Esse asteroide foi descoberto em 16 de Novembro de 1904 por Max Wolf.